# Erannis grisea
Erannis grisea là một loài bướm đêm trong họ Geometridae.